# Campeonato Mundial de Ciclismo em Pista de 1929
O Campeonato Mundial UCI de Ciclismo em Pista de 1929 foi realizado em Zurique, na Suíça, entre os dias 11 e 18 de agosto. Foram disputadas três provas masculinas, duas de profissionais e uma de amador.

## Sumário de medalhas

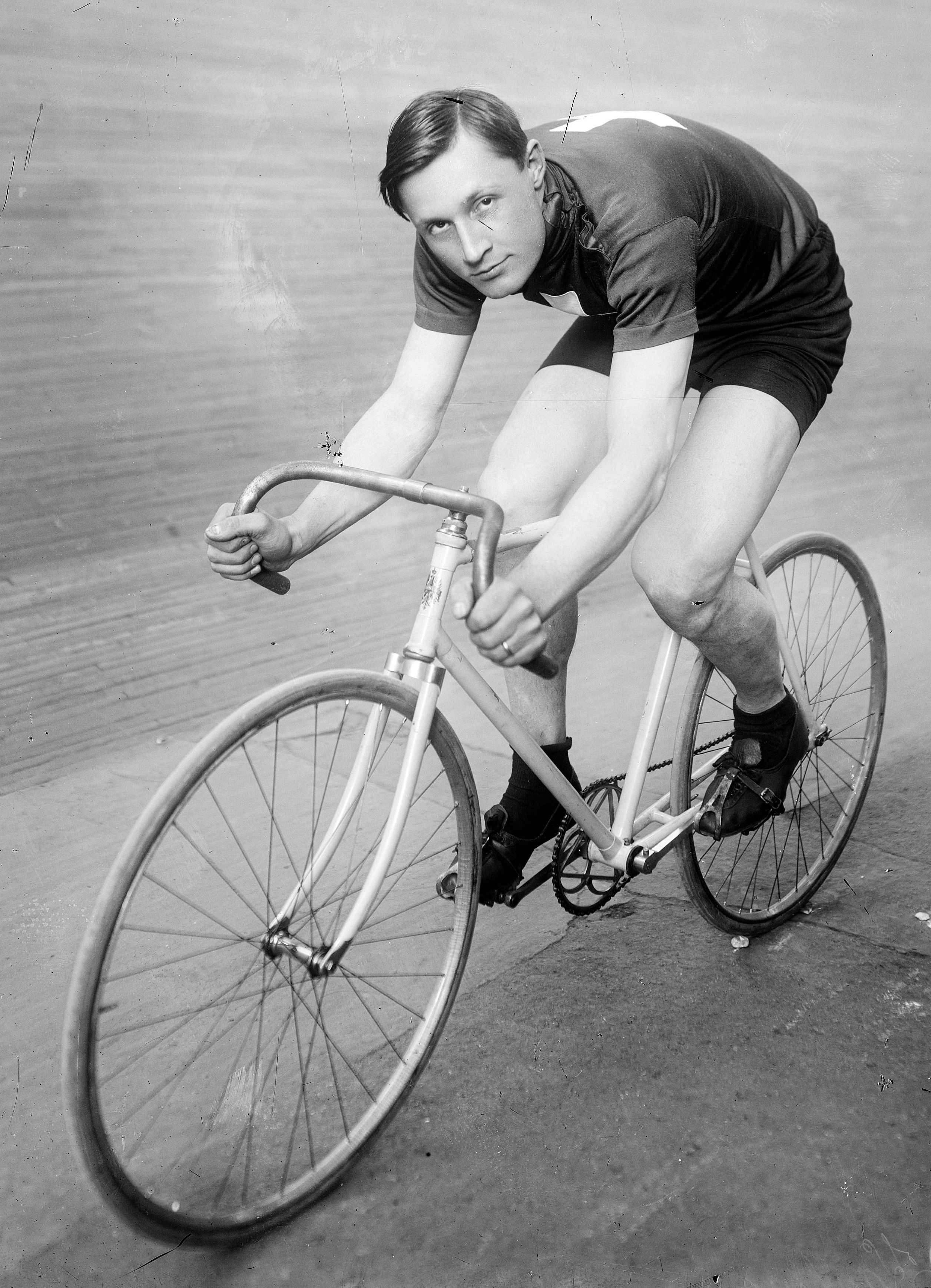
Ernest Kauffmann ciclista profissional da Suíça, terceiro colocado na prova de velocidade

| Eventos profissionais masculinos |                                  |                               |                          |
| Velocidade individual            | Lucien Michard · França          | Piet Moeskops · Países Baixos | Ernest Kauffmann · Suíça |
| Motor-paced                      | Georges Paillard · França        | Victor Linart · Bélgica       | Paul Krewer · Alemanha   |
| Evento amador masculino          |                                  |                               |                          |
| Velocidade individual            | Antoine Mazairac · Países Baixos | Sydney Cozens · Reino Unido   | Willy Gervin · Dinamarca |

## Quadro de medalhas
| Ordem | País          | Medalha de ouro | Medalha de prata | Medalha de bronze | Total |
| ----- | ------------- | --------------- | ---------------- | ----------------- | ----- |
| 1     | França        | 2               | 0                | 0                 | 2     |
| 2     | Países Baixos | 1               | 1                | 0                 | 2     |
| 3     | Bélgica       | 0               | 1                | 0                 | 1     |
| -     | Reino Unido   | 0               | 1                | 0                 | 1     |
| 5     | Alemanha      | 0               | 0                | 1                 | 1     |
| -     | Dinamarca     | 0               | 0                | 1                 | 1     |
| -     | Suíça         | 0               | 0                | 1                 | 1     |